# Wolf Gruber

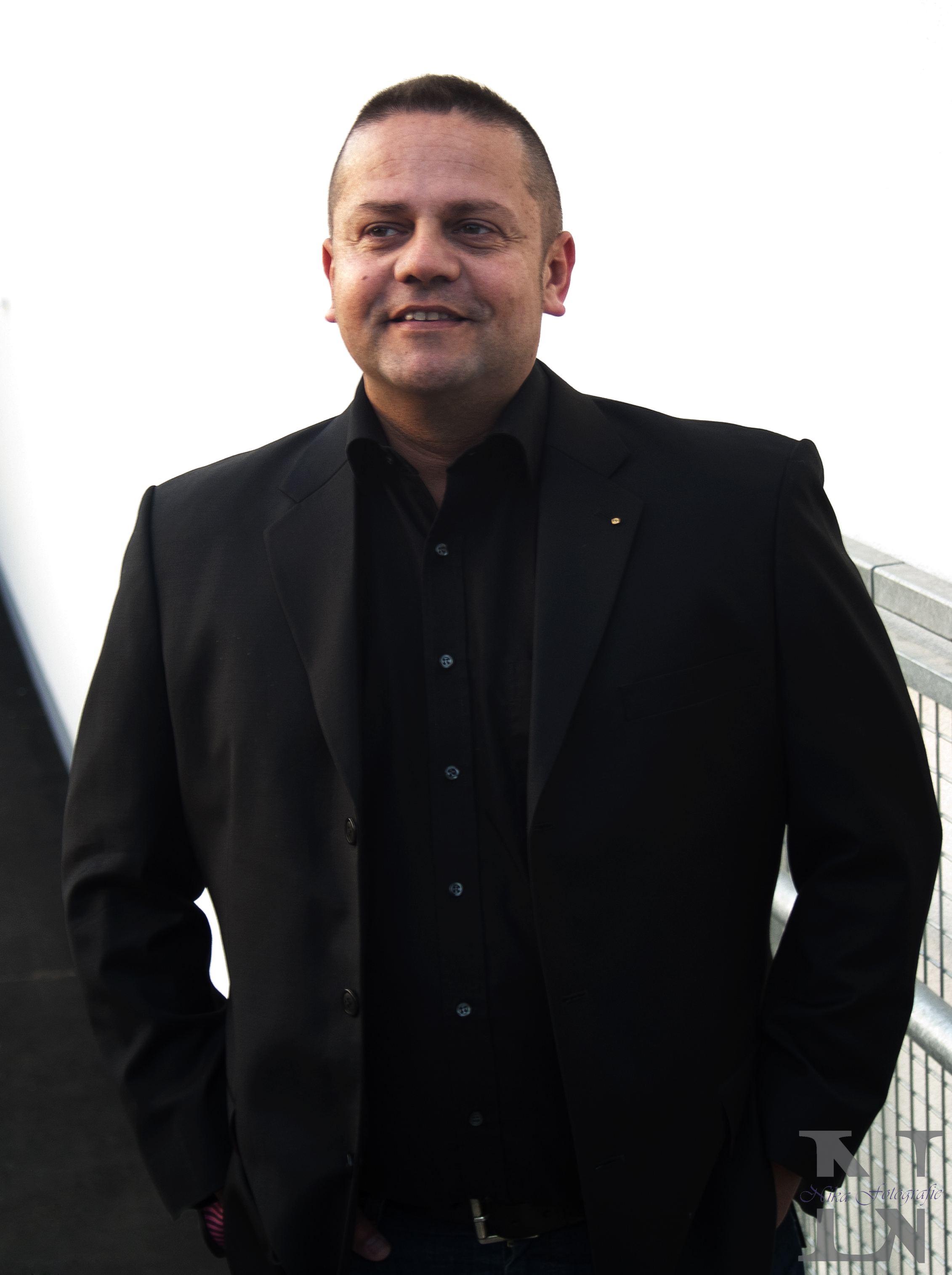
Wolf Gruber

Wolf Gruber (* 19. April 1969 in Pöchlarn) ist ein österreichischer Kabarettist, Moderator und Schauspieler.

## Leben
Aufgewachsen in  Pöchlarn in Niederösterreich, entdeckte Gruber seine Liebe zur deutschen Sprache und seine besondere Sprachbegabung.
Mit  spitzer Zunge und  ausgeprägtem Zynismus erarbeitete er sich Ende der 1990er-Jahre eine  Fangemeinde als Moderator der Vormittagsshow beim oberösterreichischen Privatradiosender „92,6“, die er sehr wortwitzig gestaltete.
Seine außergewöhnliche, sonore Stimme verschaffte ihm 1998 eine Hauptrolle in der Musicalproduktion „Der Mann von La Mancha“, wo er an der Seite von Franz Suhrada spielte.
Im selben Jahr gründete Wolf Gruber die Kabarettgruppe DIE MÄNNER, wo er gemeinsam mit Alexander Barbier und Manfred Riegler mit den Programmen „Der PS-Report“ und „Studenten ohne Zensur“ auftrat.
2001 wechselte er zu Life Radio, von wo er sich 2 Jahre später nach über 800 Radiosendungen  hauptberuflich Richtung Bühne verabschiedete. 2002 begann er nach dem Ausstieg von Riegler und Barbier die gemeinsame kabarettistische Arbeit mit seinem  Partner Max Mayerhofer. Mit Programmen wie „Flotter Dreier“, „Zügellos“, „Sex, Drugs & Sanostol“ und dem aktuellen Stück „GENTLEMANIA“ agierten DIE MÄNNER bissig und vor allem wortwitzig und erinnern mit ihren Doppelconférencen an ihre Vorbilder Farkas und Waldbrunn.
2003 brachte Wolf Gruber sein erstes Solo-Kabarettprogramm „Vorsicht bissig“ auf die Bühne.
2004 kreierte er gemeinsam mit Max Mayerhofer das  EU-Englisch  „EULISH“. 2005 wurde er mit der Moderation von Galaabenden betraut. 2008 brachte er mit Max Mayerhofer das Buch „Sex, Drugs & Sanostol“ auf den österreichischen und deutschen Büchermarkt.
2009 bekam er seine erste Hauptrolle in einem Kinofilm: „17 Minuten“. Dort spielte er unter der Regie von Jürgen Adelmann einen Meister der Manipulation. 2010 wurde Gruber der „Spaßvogel“ der Ybbsiade verliehen.
Im selben Jahr bekam Gruber auch  erste TV-Rollen. Neben „Bad Männers“ – einer Kurz-Sketch-Comedy – moderierte er auch eineinhalb Jahre  die Sendung „HOT SPOTT“ auf ServusTV, wo er u. a. mit Ottfried Fischer oder auch Joesi Prokopetz vor der Kamera stand. 2011 wurde er mit dem Kurzprogramm „EULISH“ von Monika Gruber, Bruno Jonas und Rick Kavanian als Gast in die erste Folge der Comedyserie „KLUG-SCHEISSER & Co.“ eingeladen. 2012 begann er neue Projekte: Neben der Hunde-Comedy-Show – wo er gemeinsam mit Bernhard Kainz auftrat – agierte Gruber auch wieder als Solokabarettist mit seinem neuen Programm „Bettgeflüster“. Hier werden seine Erlebnisse als Nachbar von Josef Fritzl (Gruber wohnte mehrere Jahre direkt neben dem Amstettner Inzestvater) ebenso verarbeitet, wie seine Denkansätze für ein neues Marketingkonzept für die katholische Kirche.
Seit 2017 ist Wolf Gruber mit seinem Soloprogramm „Das Adam und Eva Prinzip – Was Frauen über Männer wissen sollten...“ unterwegs und beschäftigt sich mit den genetischen Differenzen zwischen Mann und Frau und den daraus resultierenden Unterschieden in vielen Bereichen. Warum müssen sich Männer zum Beispiel immer alles aufschreiben, zu allem motiviert werden und ständig übertreiben? Warum legen Frauen so großen Wert auf Romantik, nörgeln öfter und tratschen gerne?
2018 brachte er ein neuartiges Motivations-Kabarett auf die Bühne und verbindet einen Motivationsvortrag mit einem Kabarett-Programm. Er motiviert hierbei speziell Mitarbeiter von Firmen oder Mitglieder von verschiedenen Vereinen für die entsprechenden Aufgaben.

## Programme
- 1998: Der PS-Report (mit Manfred Riegler und Alexander Barbier)
- 1999: Studenten ohne Zensur (mit Manfred Riegler und Alexander Barbier)
- 2000: Solo für 2 (mit Manfred Riegler)
- 2002: Zasta La Vista (Wirtschaftsprogramm)
- 2003: Vorsicht bissig (Soloprogramm)
- 2005: Flotter Dreier (DIE MÄNNER)
- 2007: Zügellos (DIE MÄNNER)
- 2009: Sex, Drugs & Sanostol (DIE MÄNNER)
- 2010: GENTLEMANIA (DIE MÄNNER)
- 2012: Die Hunde-Comedy-Show (mit Bernhard Kainz)
- 2012: Bettgeflüster (Soloprogramm)
- 2017: Das Adam und Eva Prinzip – Was Frauen über Männer wissen sollten... (Soloprogramm)

## Auszeichnungen
- 2010: Spaßvogel der Ybbsiade

## Filmografie
(Auswahl)
- 2009: 17 Minuten (Kinofilm)
- 2010: BAD MÄNNERS (TV-Serie)
- 2010: HOT SPOTT – Die Comedyshow (TV-Serie)
- 2011: KLUG-Scheisser & Co. (TV-Serie)